# Simón Bolívar
För andra betydelser, se Simón Bolívar (olika betydelser).
Simón Bolívar, fullständigt namn Simón José Antonio de la Santísima Trinidad Bolívar Palacios Ponte y Blanco, född 24 juli 1783 i Caracas, Vicekungadömet Nya Granada (nuvarande Venezuela), död 17 december 1830 i Santa Marta i nuvarande Colombia, var en sydamerikansk general och nationalist. Simón Bolívar befriade Peru, Venezuela och Nya Granada (Colombia) från det spanska väldet, och tillsammans med sin general Antonio José de Sucre delar han äran av att ha befriat Ecuador. Han planerade att samla alla de tidigare spanska besittningarna i Amerika i en stat.

## Liv och gärning
Simón Bolívar var den viktigaste personen i de andinska ländernas kamp för frigörelse från den spanska kolonialmakten. Han är känd som svårigheternas man (el hombre de las dificultades) och Befriaren (El Libertador).
Simón Bolívar föddes i San Mateo, i staten Aragua i dagens Venezuela, den 24 juli 1783, son till don Juan Vicente Bolívar y Ponte och doña María de la Concepción Palacios y Blanco, som var av aristokratisk släkt. Simón Bolívar fick en gedigen uppfostran av sina lärare, speciellt Simón Rodríguez. Tack vare sin lärare undervisades Bolívar i 1700-talets filosofiska rörelser, särskilt upplysningen men även i klassisk grekisk och romersk filosofi.

### Resor till Europa

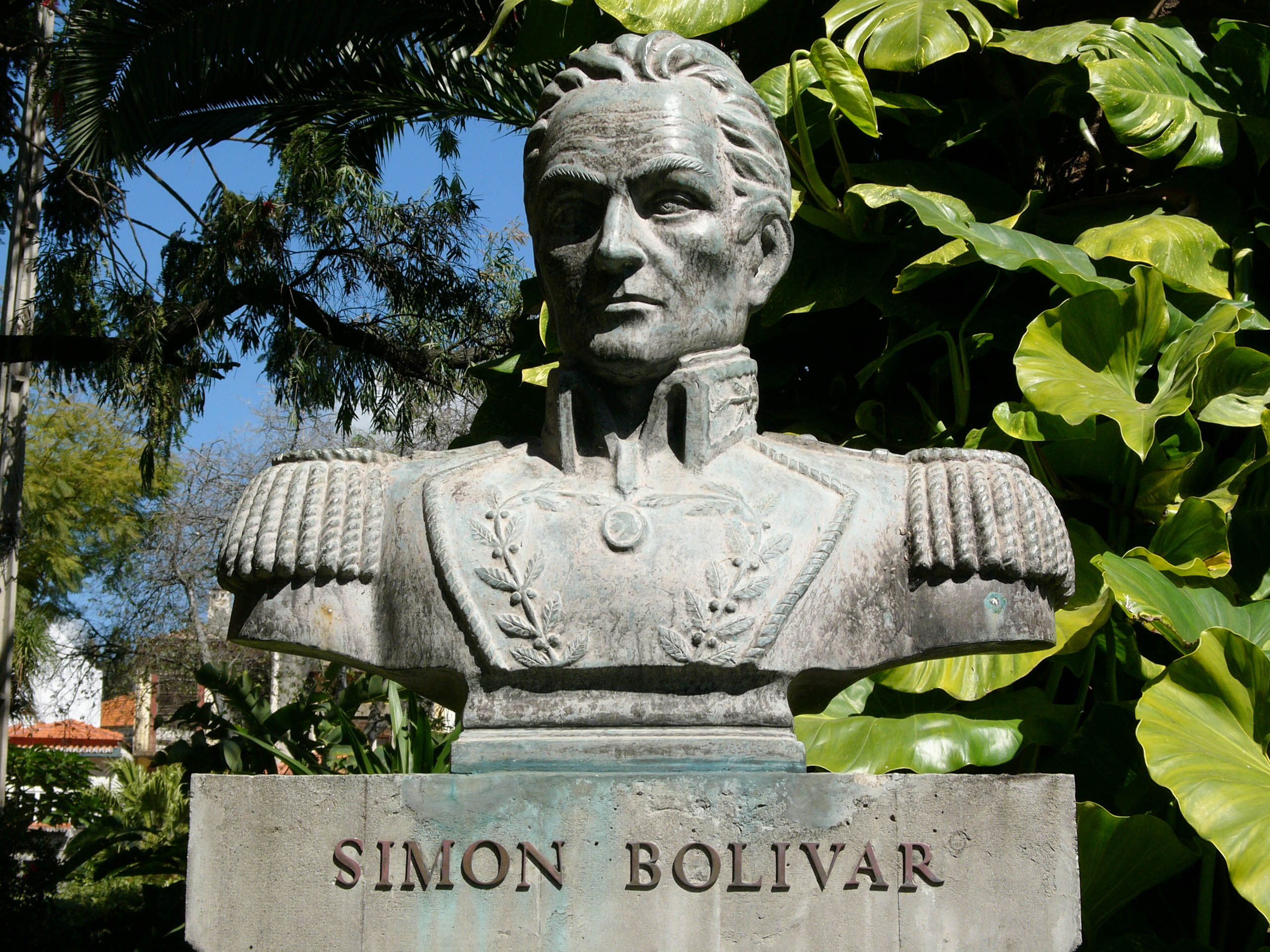
Byst i Funchals stadspark, Madeira.

Bolívars far dog när sonen var 3 år och modern när han var 15 år. Han kom att uppfostras av sin farbror don Carlos Palacios och slavinnan Hippolyta, därför brukade han säga "jag har inte känt en annan far än hon". Hippolyta har varit en central figur i Simón Bolívars liv och för hans känsla för frihet och rättvisa. För att fullfölja utbildningen skickade farbrodern honom vid femton års ålder 1799 till Spanien tillsammans med sin vän Esteban Escobar.
Under resan till Spanien stannade han till i staden Mexico, som var Vicekungadömet Nya Spaniens huvudstad. Där träffade han vicekonungen för Nya Spanien som blev oroad när den unge Bolívar talade om den amerikanska självständigheten. Han kom till Madrid i juni samma år och bodde hos sin farbror Esteban Palacios.
I Spanien lärde Bolívar känna María Teresa Rodríguez del Toro y Alayza med vilken han kort därefter gifte sig 1802. När de 1803 återvände till Venezuela, avled María Teresa snart i gula febern. Hennes död påverkade Bolívar mycket och han svor att aldrig mer gifta sig, vilket han inte gjorde. 
Efter att ha förlorat sin hustru återvände Bolívar 1804 till Spanien med sin lärare och vän, Simón Rodríguez. I Europa var han närvarande när Napoleon Bonaparte utropade sig till fransk kejsare och närvarade också vid Napoleons kröning till Italiensk konung i Milano. Det arroganta beteendet hos den korsikanske generalen gjorde Bolívar djupt besviken och stärkte honom i hans glödande republikanism. Det var i Italien som Bolívar på Heliga berget i Rom den 15 augusti 1805 svor eden att inte ge upp förrän Amerika blev fritt.

### Självständighetskampen

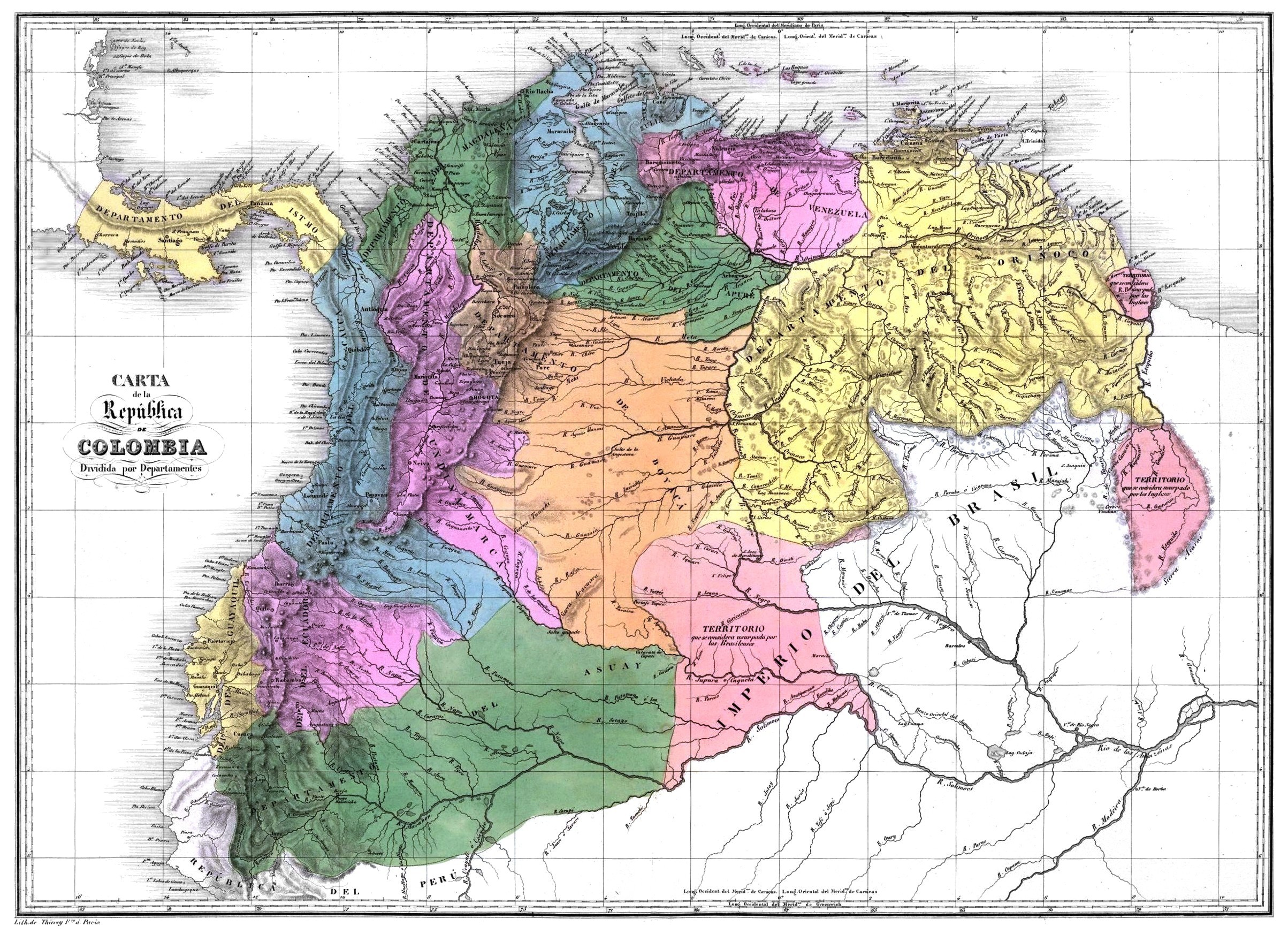
Gran Colombia

Bolívar återvände till Venezuela 1807 efter ett besök i Förenta Staterna. År 1808 utsåg Napoleon sin bror Joseph till kung över Spanien. Detta orsakade en folkresning i Madrid, och spanska frihetskriget 1808–1814 tog sin början. I Amerika liksom i Spanien bildades lokala grupper som kämpade mot den nya kungen. I motsats till de spanska grupperna, kämpade de amerikanska emot konungens makt, inte bara mot personen Joseph Bonaparte. 
1811 deklarerade de styrande i Caracas sin självständighet emot Spanien. Bolívar skickades till England med Andrés Bello och Luis López Méndez på ett diplomatiskt uppdrag. Bolívar återvände till Venezuela och den 3 juni 1811 talade han inför Patriotiska sällskapet (Sociedad Patriótica) för en amerikansk självständighet. Den 13 augusti segrade de patriotiska styrkorna vid Valencia under ledning av Francisco de Miranda.
Den 24 juli 1812 kapitulerade Miranda efter ett flertal militära misstag. De ledande revolutionärerna överlämnade honom då till de spanska styrkorna. Bolívar tvingades hastigt att fly till Cartagena de Indias. Där skrev han sitt berömda Cartagena-manifest i vilket han uppmanade Nya Granada att hjälpa Venezuela i frihetskampen för deras sak var den samma och för att Venezuelas frihet säkrade friheten för Nya Granada. Bolívar fick stöd av Nya Granada och invaderade Venezuela 1813. Han gick in i Mérida den 23 maj och utropades till Befriare av folket. Den 8 juni utropade Bolívar "krig intill döden" för friheten och intog Caracas den 6 augusti och utropade två dagar senare Venezuelas andra republik.
Efter otaliga strider fick Bolívar åter fly och sökte 1815 skydd på Jamaica varifrån han skrev sitt Brev från Jamaica. Samma år reste Bolívar till Haiti och bad presidenten Alexandre Sabès Pétion, om hjälp i den spansk-amerikanska frågan. År 1817, med hjälp från Haiti, återvände Bolívar till Sydamerika för att fortsätta kampen. 
Slaget vid Boyacá den 7 augusti 1819 var en stor seger för Bolívar och revolutionsstyrkorna. Samma år bildade Bolívar Angosturakongressen, som grundade Storcolombia (en federation av de närvarande republikerna Colombia, Venezuela, Panama och Ecuador), och som utsåg Bolívar till president. Under de närmaste åren eliminerades den rojalistiska oppositionen. Efter Antonio José de Sucre's seger över de spanska styrkorna vid Slaget om Pichincha den 24 maj 1822 blev norra Sydamerika fritt från spanskt styre. Efter denna seger kunde Bolívar förbereda sig för att marschera med sina styrkor och gå över Anderna och befria Peru. 
Den 26 juli och 27 juli 1822 höll Bolívar och Jose San Martin (El Gran Libertador), tre sammanträden i Guayaquil för att diskutera strategin för att befria Peru. Ingen vet vad som hände vid detta hemliga möte mellan de två latinamerikanska frihetskämparna, men här misslyckades det första försöket att etablera en fast och gemensam politik för kontinenten Sydamerika, med målet att bekämpa det europeiska styret. Bolívar vägrade föra över sina styrkor till Peru och erbjöd endast en hjälp bestående av 1 400 soldater, vilket San Martin bedömde otillräckligt. Inte heller accepterade Bolívar erbjudandet från San Martin om att samarbeta under hans order om han kom till Peru med sina styrkor. På natten den 27 juli, efter en mottagning till hans ära lämnade San Martin diskret Guayaquil och gick ombord den 28 juli. San Martin var desillusionerad eftersom han visste att Bolívar ville avsluta kampen för Peru själv, utan konkurrens, vilket han fått höra av sin krigsminister Tomás Guido och även av Bolívar själv. San Martin återvände till Argentina under det att Bolívar förberedde sig för att kämpa mot den sista spanska bastiljonen i Sydamerika. 
År 1823 tog Bolívar kommandot för invasionen av Perú och i september kom han till Lima med Sucre för att planera anfallet. Den 6 augusti 1824 besegrade Bolívar och Sucre tillsammans den spanska armen vid Slaget vid Junin. Den 9 december förintade Sucre spanska armens sista befästning vid Slaget vid Ayacucho, och det spanska väldet i Sydamerika hade därmed upphört.

### Institutionellt misslyckande
Den 6 augusti 1825 skapade Sucre Kongressen för det högbelägna Peru vilken skapade Republiken Bolivia till Bolívars ära. 1826 års konstitution, som visserligen aldrig kom till användning, var skriven av Bolívar själv. Bolívar grundade också 1826 års Panamakongress, den första "halvklotskonferensen". 
Den 25 september 1828, utfördes ett attentat emot Bolívar i Bogotá, känt som "septemberkonspirationen" , från vilket han undkom oskadd tack vare sin väninna Manuela Sáenz. 
Försvagad av skador från kriget och sjuk i tuberkulos, dog Simón Bolívar den 17 december 1830 i Colombia i staden Santa Marta, efter en ansträngande resa från Bogotá på Magdalenafloden.

## Eftermäle
Asteroiden 712 Boliviana är uppkallad efter honom.